# Királyok völgye 48

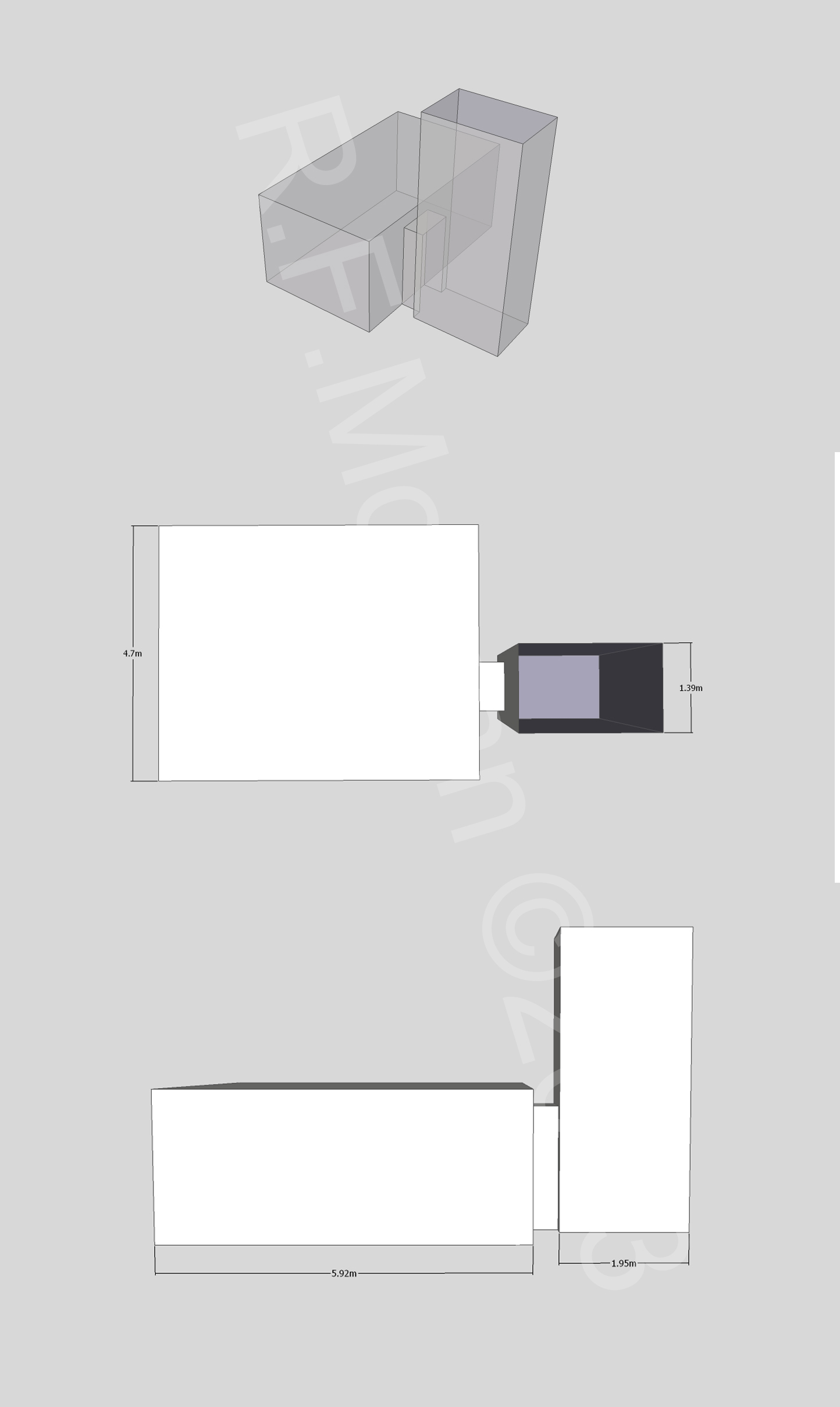
A sír izometrikus képe, alaprajza és oldalnézeti metszete egy 3D-modell alapján

A Királyok völgye 48 (KV48) egy egyiptomi sír a Királyok völgye keleti völgyében, a délnyugati vádi nyugati ágában, tulajdonosa Amenemopet Pairi, aki vezírként és Théba polgármestereként szolgált II. Amenhotep és IV. Thotmesz uralkodása alatt. A sírt Edward R. Ayrton fedezte fel 1906 januárjában.
A sír közel fekszik Amenemopet uralkodója, II. Amenhotep sírjához, a KV35-höz. Egyenes tengelyű, egy kb. 6 méter mély aknából és egyetlen kamrából áll, hossza 8,43 m, területe 31,02 m². Díszítetlen. Már az ókorban kirabolták, ezután falat emeltek a sírkamra elé. A sírban megtalálták Amenemopet sérült múmiáját, melyet a sírrablók kibontottak a múmiapólyából és durván félredobtak, mellette négy feliratos ún. varázstéglát és pár usébtit, ezekből derült ki a sírtulajdonos neve: „Amenemopet, vezír, a város kormányzója”. A padlón különféle tárgyak (koporsótöredékek, sírfelszerelés, bútorok és edények darabjai, pecsétek, szkarabeuszok) hevertek. Amenemopetnek épült egy másik sírja is, a TT29 Sejh Abd-el-Kurnában.
Az évek során a sír pontos helye feledésbe merült, Kent Weeks talált rá újra 1985-86-ban. A sír nem látogatható. A Theban Mapping Project 1986-ban falat emelt a bejárat elé, hogy védje az áradástól.

## Külső hivatkozások
- Theban Mapping Project: KV48